# Communauté de communes des Hautes Corbières
La Communauté de communes des Hautes Corbières était une communauté de communes française, située dans le département de l'Aude et la région Languedoc-Roussillon.

## Historique
Elle est créée le 30 septembre 1994. Elle est dissoute le 1er janvier 2013 à la suite de la mise en application de la réforme des collectivités territoriales et des décisions du  conseil départemental de coopération intercommunale -CDCI) de l’Aude en fusionnant avec la communauté de communes de la Contrée de Durban-Corbières pour créer la communauté de communes des Corbières.

## Composition
À sa dissolution, elle regroupait 9 communes :
| Commune                   | Population 1999 | Code postal | Code INSEE |
| ------------------------- | --------------- | ----------- | ---------- |
| Cucugnan                  | 113             | 11350       | 11113      |
| Duilhac-sous-Peyrepertuse | 104             | 11350       | 11123      |
| Maisons                   | 56              | 11330       | 11213      |
| Montgaillard              | 51              | 11330       | 11245      |
| Padern                    | 140             | 11350       | 11270      |
| Palairac                  | 18              | 11330       | 11271      |
| Paziols                   | 512             | 11350       | 11276      |
| Rouffiac-des-Corbières    | 83              | 11350       | 11326      |
| Tuchan                    | 803             | 11350       | 11401      |